# Loạn dục đảo trang
Loạn dục đảo/ cải trang (tiếng Anh:Transvestic fetishism) là một chẩn đoán tâm lý đối với những người bị kích thích tình dục khi mặc quần áo của người khác giới hay đảo trang (cross-dressing). Chẩn đoán này khác với việc mặc quần áo của người khác giới để giải trí hoặc các mục đích khác không liên quan đến kích thích tình dục, và được phân loại như một loại Lệch lạc tình dục  trong Hướng dẫn chẩn đoán và thống kê của Hiệp hội Tâm thần Mỹ 

## Miêu tả
Chẩn đoán Loạn dục cải trang chỉ dành cho những người bị kích thích tình dục khi mặc đồ của người khác giới; với hiện tượng kích thích bởi đồ vật thì được xếp vào loại Ái vật. Loạn dục cải trang không phải là một dạng của Rối loạn Nhận thức giới tính và không phải là đồng tính luyến ái. Hầu hết nam giới được chẩn đoán Loạn dục cải trang đều không có vấn đề về giới tính.
Một số đàn ông Loạn dục cải trang thường sưu tập đồ phụ nữ như quần áo, đồ ngủ, quần lót, áo ngực, và một số thể loại khác như vớ, giày, đồ trang điểm, những món đồ thể hiện nữ tính. Họ có thể mặc những món đồ nữ tính này, đôi khi tự chụp hình chính mình. Theo DSM-IV, Loạn dục cải trang chỉ được ghi nhận ở đàn ông dị tính luyến ái